# Serravalle (Suíça)
Serravalle é uma comuna da Suíça, situada no distrito de Blenio, no cantão de Ticino. Tem 96,8 km² de área e sua população em 2018 foi estimada em 2.071 habitantes.
Foi criada em 1 de abril de 2012, a partir da fusão das antigas comunas de Malvaglia, Semione e Ludiano.